# 上條淳士
上條 淳士（かみじょう あつし、1963年3月12日 - ）は、日本の漫画家。東京都出身。代表作に『TO-Y』『SEX』など。

## 略歴
漫画家になろうと決意したのは高校卒業後。高校で「漫画部」の後輩である村瀬葉子（YOKO）。
と共に創作を開始。19歳の時初めて「小学館新人コミック大賞」に応募したことがきっかけで担当編集者が付く。
1983年、『週刊少年サンデー増刊号』（小学館）掲載の「モッブ★ハンター」にてデビュー、同誌に数本の読み切り作品を掲載。『週刊少年サンデー』（小学館）にて「ごお・うえすと」前後編が掲載される。
1984年に『週刊少年サンデー』にて、雁屋哲の原作による『ZINGY』を連載。
1985年から1987年まで同誌にて、インディーズ・バンドのリード・ボーカリストを主人公にした『TO-Y』を連載。この作品が高い評価を受け出世作となり、1987年にOVA化されている。
1988年から1992年まで『ヤングサンデー』（小学館）にて連載した『SEX』以降の作品では、画力の向上もあってか極めて寡作になっていった。
2024年9月28日～2025年1月26日まで東京の弥生美術館において、画業40周年を記念する展覧会『上條淳士展 LIVE』が開催される。以降各地ギャラリーにおいて巡回展が行われている。

## 作風
江口寿史と大友克洋に影響を受けている。
「上條淳士」は上條と村瀬葉子（Yoko）二人の共作であるが、一部の作品では上條淳士&Yokoのペンネームでも発表されている。
デビュー当初の作品はナンセンスさが漂うコメディータッチな作品が多く、絵柄も太めの描線と書き込まれた背景を特徴としていたが、『TO-Y』以降はデフォルメされた表現や効果を用いず、瞬間を切り取ったコマ割りの中に躍動感あふれる主人公の動きを表現した。背景を重視し、捨てコマといわれる背景だけのページを配し、背景だけでキャラクターの心情を表現する等、それまでの漫画には無いスタイリッシュな表現方法を確立する。背景色の白地さえも絵の一部として扱い、無駄な線を排除した透明感やメリハリのある陰影表現は、田島昭宇や浅田弘幸といったプロ作家にも多大な影響を与えている。
単行本化の際には大幅な加筆が行われることが多いが、連載当時から単行本化まで数年を費やした『SEX』は特にその傾向が強く、単行本の第2巻は全編描き下ろしている。
漫画以外にも挿絵の他、河合塾、資生堂等の広告や吉川晃司のアルバムジャケットのイラストも手がけるなど、イラストレーターとしての評価も高い。

## 作品リスト

### 漫画作品

#### 1980年代
- モッブ★ハンター（読切作品・週刊少年サンデー増刊号掲載　デビュー作）1983年
- 探偵部物語（読切作品・週刊少年サンデー増刊号掲載）1983年
- 怪傑委員会（読切作品・週刊少年サンデー増刊号掲載）1983年
- ごお・うえすと（前後編・週刊少年サンデー掲載）1983年39号、40号
- ボーイ、きみは完璧さ（読切作品・FMレコパル掲載）1983年
- やつらが最高!（読切作品・FMレコパル掲載）1984年
- 愛ト青春ノ旅ダチ（読切作品・週刊少年サンデー増刊号掲載）1984年
- ZINGY（原作：雁屋哲・週刊少年サンデー連載）1984年
- 密林伝説（読切作品・週刊少年サンデー増刊号掲載）1985年
- 最後のヒーロー（読切作品・ビッグコミックスピリッツ掲載）1985年
- TO-Y（- 1987年・週刊少年サンデー連載）1985年
- ありがちダよなっ（読切作品・ROCKIN'ON JAPAN掲載）1986年
- 山田のコト（読切作品・週刊少年サンデー増刊号掲載　TO-Yのスピンオフ作品）1987年
- ブラジルからの手紙（読切作品・週刊少年サンデー掲載　イラスト風のTO-Yのスピンオフ作品）1987年
- サクセすごろく（読切作品・ROCKIN'ON JAPAN掲載）1987年
- TO-Y最終回?!（読切作品・ROCKIN'ON JAPAN掲載）1987年
- Giraffer Boy（読切作品・ROCKIN'ON JAPAN掲載）1987年
- 大河ロック漫画連載予告!?（読切作品・ROCKIN'ON JAPAN掲載）1987年
- 究極（死語）のアシスタントの要項とは?!（読切作品・ROCKIN'ON JAPAN掲載）1987年
- LET IT ROLL（月刊アフタヌーン連載）1987年
- FLOWERS OF ROMANCE（読切作品・LaLa掲載）1987年
- 花のピュンピュン丸（読切作品・Hot-Dog PRESS掲載 ※つのだじろう原作のアニメ作品とは別作品）1987年
- SEX（- 1992年・ヤングサンデー連載）1988年
- ロック道（- 1989年・ROCKIN'ON JAPAN連載）1988年
- AFTER SEX（- 1990年・ROCKIN'ON JAPAN連載）1989年

#### 1990年代
- 赤×黒（ヤングサンデー連載）1995年
- 赤×黒 外伝（- 1997年・週刊ヤングサンデー大漫王連載）1996年

#### 2000年代
- 8（- 2003年・ビッグコミックスピリッツ連載）2000年
- 帰れない二人（読切作品・Adidas MANGA FEVER掲載）2002年
- カウンター（- 2005年・増刊ビッグコミックスピリッツCasual連載 ※エイト外伝）2004年
- DOG LAW ドッグ・ロウ（- 2009年・原作：武論尊・ビッグコミックスピリッツ不定期連載 → 2009年YSスペシャルに移籍）2007年
- サーチ&デストロイ（読切作品・猫本2掲載）2008年

#### 2020年代
- 風の道（読切作品・「TRIBUTE TO TO-Y」掲載　TO-Yの新作短編）2020年

### イラストレーション

#### オリジナル
- ファウスト（1999年・COMIC CUE vol.6掲載）

#### 広告
- シャープ（1987年）
- 資生堂（1988年）
- 河合塾（1998年）

#### レコード / CDジャケット
- 高木ブー伝説：筋肉少女帯（1987年）
- Lemonの勇気：PSY・S（1987年・アニメ版「To-y」イメージソング）
- The Gundogs：吉川晃司 （2002年）
- KOJI KIKKAWA CONCERT TOUR 2002“SMASH THE PANDORA”：吉川晃司 （2003年）
- モニカ：goatbed （2005年・吉川晃司のカヴァー曲）
- ワーキングウォークマン：goatbed （2005年）
- THE ROOTS「在処」：染谷俊（2010年・セルフカバーアルバム）
- Memories 〜Japanese Masterpiece〜：PENICILLIN（2015年・カバーアルバム）

#### 書籍
- 僕はかぐや姫（1993年・福武文庫、カバー絵）
- NIGHT HEAD THE TRIAL（1994年・挿絵）
- NIGHT HEAD DEEP FOREST（1995年・挿絵）
- ちょんまげぷりん（2010年・小学館文庫・カバー絵）
- ちょんまげぷりん2（2010年・同上）
- 音楽小説コレクション ポリリズム（2010年・ポプラ社・カバーイラスト）
- 上條淳士画集1983SINCE（2013年・飛鳥新社）

### その他

#### Web
- 日本アニメ（ーター）見本市「ENDLESS NIGHT」（2015年・キャラクターデザイン）

## アシスタント
- 河合克敏（TO-Y全話）
- 木根ヲサム（2000年夏 - 2002年冬）
- 正木秀尚
- 伊藤誠
- 寺田亨
- 斉藤むねお